# Nealcidion elongatum
Nealcidion elongatum es una especie de escarabajo longicornio del género Nealcidion, tribu Acanthocinini, subfamilia Lamiinae. Fue descrita científicamente por Monné en 1998.

## Descripción
Mide 9,3 milímetros de longitud.

## Distribución
Se distribuye por Ecuador.